# Very Large Array

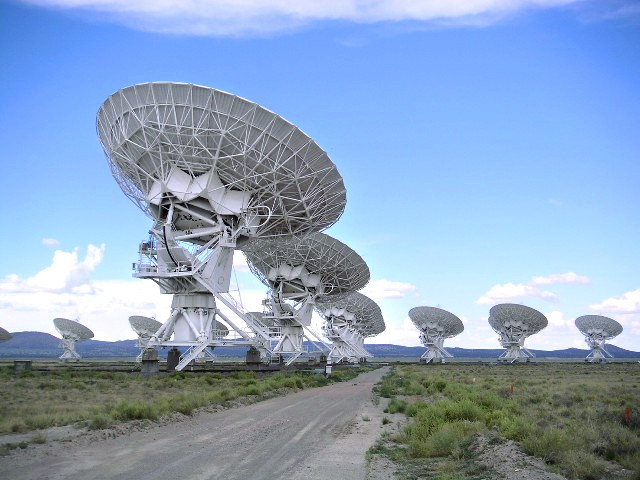
Anteny Very Large Array

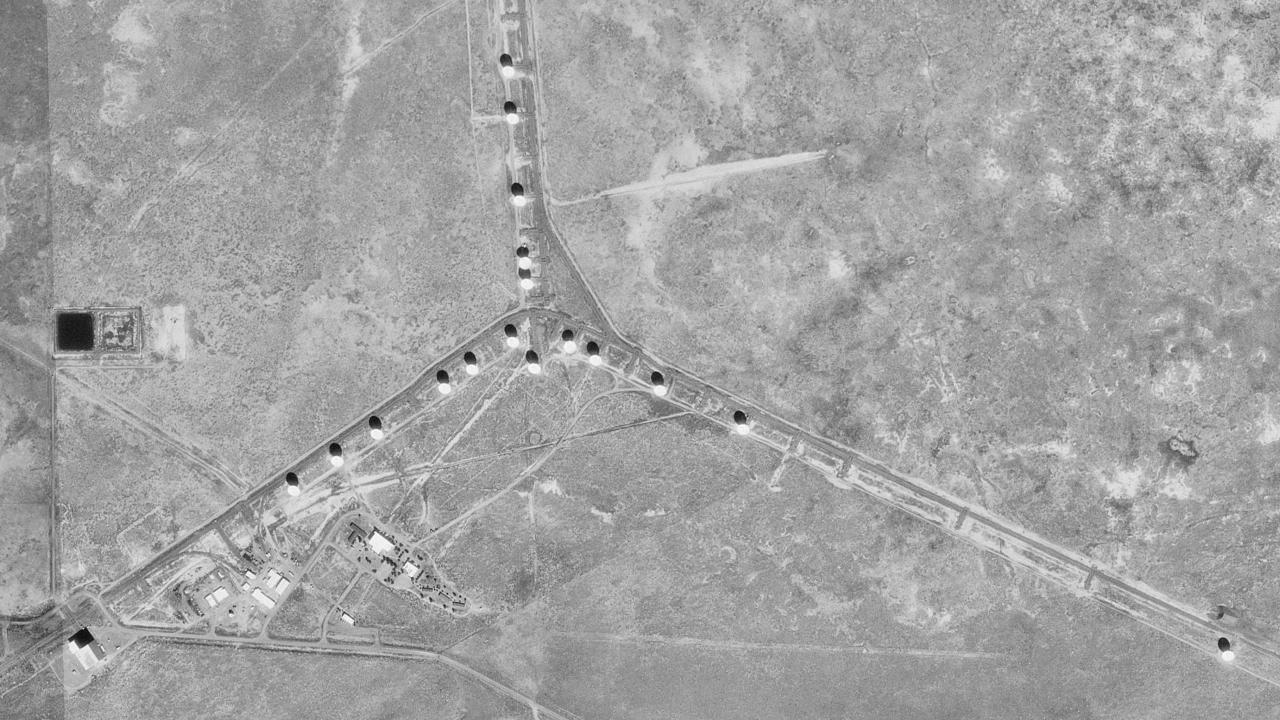
Widok z góry

Very Large Array (VLA) – obserwatorium radioastronomiczne znajdujące się w Socorro, w hrabstwie Socorro, w stanie Nowy Meksyk, w Stanach Zjednoczonych.

## Opis
Obserwatorium składa się z 27 niezależnych anten, każdej o średnicy 25 metrów i masie 209 ton. Ułożone są w trzech rzędach, tworzących kształt litery Y, której każde ramię ma maksymalnie około 21 kilometrów długości. Anteny zamocowane są na podstawach jeżdżących po szynach, co umożliwia zmienianie ich pozycji i wykorzystywanie ich do interferometrii. Wspólnie mogą działać jak jedna antena o średnicy 36 kilometrów. Rozdzielczość kątowa obserwatorium sięga 0,05 sekundy.
Zwykle używane są 4 ułożenia anten, od A (najszerszego) do D (najwęższego, gdy wszystkie anteny są w kole o promieniu 600 metrów). Zmiany są dokonywane cyklicznie, przechodząc przez wszystkie ułożenia (i kilka kombinacji) w ciągu 16 miesięcy. Przemieszczenia anten następują co 3–4 miesiące.

## Obserwacje

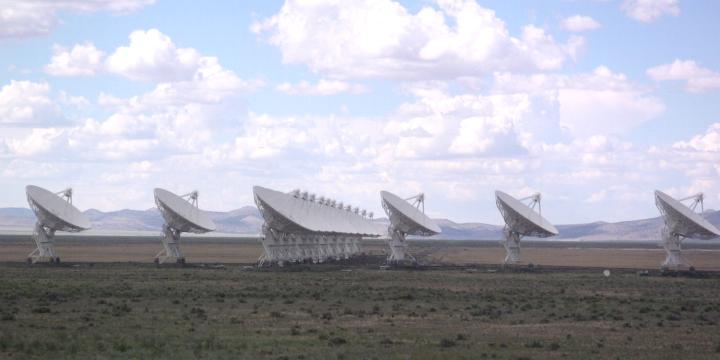

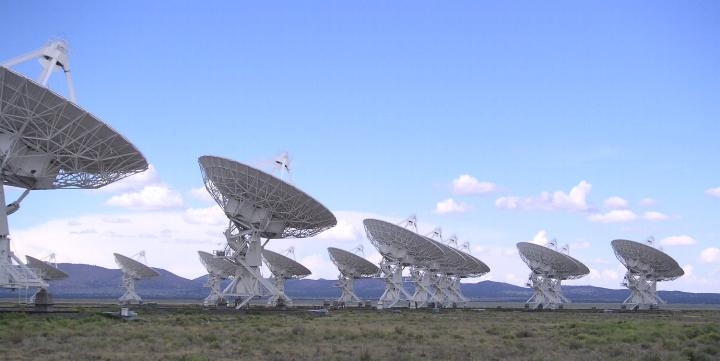

VLA jest wielozadaniowym obserwatorium. Jest używane przy badaniu radiogalaktyk, kwazarów, pulsarów, pozostałości supernowych, rozbłysków gamma, aktywnych radiowo gwiazd, czarnych dziur, obserwacji Słońca i planet.
W 1989 roku VLA został użyty do odebrania sygnałów radiowych z sondy Voyager 2, gdy mijała Neptuna.
Obecnie VLA służy jako lokalne centrum dla pomiarów interferometrii wielkobazowej (VLBI).

## Budowa i rozwój
Budowa VLA została rozpoczęta w 1973 roku. Pierwsza antena stanęła na miejscu w 1975, a całe obserwatorium rozpoczęło działalność w 1980 roku. Koszt budowy wyniósł 78,5 mln USD.
W ostatnich latach zostały przyznane fundusze na unowocześnienie obserwatorium i oficjalne przekształcenie go w Expanded Very Large Array (EVLA). Wymienione zostaną odbiorniki i oprogramowanie. Ma to zwiększyć czułość, zakres częstotliwości i dokładność pomiarów.